# Tachina pumila
Tachina pumila är en tvåvingeart som beskrevs av Macquart 1854. Tachina pumila ingår i släktet Tachina och familjen parasitflugor.
Artens utbredningsområde är Belgien. Inga underarter finns listade i Catalogue of Life.